# Heinz-Edgar Berres
Heinz-Edgar Berres, nemški častnik, vojaški pilot in letalski as, * 10. januar 1920, Koblenz, † 25. julij 1943, v boju blizu Milazza, Italija.

## Življenjepis
Heinz-Edgar Berres je šolo za pilote lovskih letal opravil leta 1941, poleti pa je bil dodeljen k 3.(J)/LG 2. Svojo prvo zračno zmago je dosegel 29. novembra 1941, ko je sestrelil sovjetski lahki bombnik Tupoljev SB-3.
6. januarja 1942 je bila njegova enota preformirana v 3./JG 77, marca istega leta pa je bil Berres premeščen v 1./JG 77. 12. junija 1942 je v tej enoti Berres sestrelil svoj prvi težki bombnik, ameriški Consolidated B-24 Liberator, kar mu je uspelo nad romunskimi naftnimi polji, ki so jih zavezniki bombardirali. V juliju 1942 je bil I./JG 77 premeščena v Sredozemlje, čez poletje pa je poročnik Berres v območju okoli Malte sestrelil 11 britanskih lovcev Supermarine Spitfire in tako svoje skupno število zmag dvignil na 18. Oktobra 1942 je bil Berres spet premeščen. Tokrat je bil dodeljen k Stabsstafflu I./JG 77, ki je deloval v Severni Afriki.
13. marca 1943 je postal Staffelkapitän 1./JG 77, do takrat pa je že napredoval v čin nadporočnika in nad Severno Afriko dosegel 26 zračnih zmag. Julija 1943 je dosegel še osem zmag, med katerimi je kar štiri dosegel 2. julija 1943 za zmage od 45 do 49. Njegova 51. žrtev je 5. julija postal ameriški bombnik Boeing B-17 Fortress, zadnjo, 52. zmago pa je dosegel 24. julija 1943 nad ameriškim lovcem Republican P-47 Thunderbolt. 
25. julija 1943 je njegova enota spremljala formacijo nemških transpornih letal Junkers Ju 52 nad Messino, ko jih je v bližini Milazza napadla skupina britanskih Spitfirov. V spopadu je Berresov Messerschmitt Bf 109 G-6 (W. Nr. 18 101) “BF + QU” izginil, Berres pa je bil razglašen za pogrešanega in najverjetneje mrtvega. Posmrtno je bil 19. septembra povišan v čin stotnika in odlikovan z Viteškim križem železnega križca.
Heinz-Edgar Berres je med drugo svetovno vojno na 354 bojnih nalogah dosegel 52 zračnih zmag, med katerimi je bilo 20 britanskih Spitfirov in dva težka bombnika. Šest zmag je dosegel na vzhodnem bojišču, ostale pa nad Sredozemljem.

## Odlikovanja
- Železni križec 2. in 1. razreda
- Ehrenpokal der Luftwaffe (18. januar 1943)
- Nemški križ v zlatu (16. februar 1943)
- Viteški križ železnega križca (19. september 1943)